# اسخیپ‌بورخ
اسخیپ‌بورخ (به هلندی: Schipborg) یک منطقهٔ مسکونی در هلند است که در آ ان هونزه واقع شده‌است. اسخیپ‌بورخ ۶۱۸ نفر جمعیت دارد.